# Spathacanthus
Spathacanthus es un género de plantas fanerógamas perteneciente a la familia Acanthaceae. El género tiene cinco especies de plantas herbáceas.

## Taxonomía
El género fue descrito por Henri Ernest Baillon y publicado en Histoire des Plantes 10: 444. 1891. La especie tipo es: Spathacanthus hahnianus

## Especies
- Spathacanthus hahnianus
- Spathacanthus hoffmanni
- Spathacanthus parviflorus
- Spathacanthus simplicifolius